# Pedro Sancho de la Hoz

Emblema di Calahorra

Pedro Sancho de la Hoz (Calahorra, 1514 – Santiago del Cile, 1547) è stato uno scrittore spagnolo e un conquistador che, già segretario di Francisco Pizarro, in Perù, operò successivamente in Cile, associato a Pedro de Valdivia.

## Biografia
È conosciuto anche come Pedro (anche  Pero) Sánchez de Hoz. Si tratta di un avventuriero con ambizioni di conquistador che giunse in Perù nel 1534 e si segnalò, principalmente, per la cronaca sulla conquista che redasse in qualità di segretario del governatore Francisco Pizarro.
In questa relazione ufficiale dell'impresa, continuò l'opera di Francisco de Jerez che, per primo, aveva descritto le varie fasi della conquista, dalla partenza da Panama, fino allo scontro di Cajamarca in cui era stato catturato il sovrano inca Atahuallpa.
Quando Jerez ritornò in patria Sancho de la Hoz ne rilevò il compito e stese una particolareggiata relazione del seguito dell'impresa, dalla morte dell'inca fino alla conquista del Cuzco che, per primo, descrisse nella sua ancora incontaminata grandezza.
La sua relazione andò, però, perduta e sopravvive soltanto grazie ad una traduzione in italiano dell'editore Ramusio che la pubblicò in Venezia nel 1606. È un'opera fondamentale per la storia della conquista del Perù e ad essa attingono, da sempre, tutti gli storici che si sono interessati all'argomento.
Il suo autore non si riteneva però appagato dalla fama di scrittore e, dotato di una natura inquieta, si rivolse ad altre attività per soddisfare le sue ambizioni.
Doveva essere dotato di importanti conoscenze a Corte, perché nel 1539 ottenne una nomina ufficiale di governatore dei territori a Sud dello stretto di Magellano. Naturalmente oggi sappiamo che oltre lo stretto vi è solo il mare fino alle desolate coste dell'Antartide, ma allora si pensava che vi si estendesse un continente smisurato.
Sancho de la Hoz, provvisto di questa patente ufficiale riguadagnò il Perù per organizzarvi una spedizione. Non aveva però i fondi necessari e si indebitò oltre misura senza riuscire a organizzare alcunché. Proprio in quel periodo Pedro de Valdivia stava preparandosi alla conquista del Cile e, data la vicinanza dei territori oggetto della loro giurisdizione, i due audaci esploratori formarono una società, regolarmente trascritta davanti ad un notaio.
Valdivia partì da solo in avanscoperta e Sancho de Hoz rimase a cercare di reclutare un corpo di spedizione. Per i suoi debiti finì anche in prigione e, infine, si decise a lasciare il Cuzco per seguire le orme del socio. 
Era però un intrigante senza scrupoli e ritenne, per il suo interesse, che fosse utile sbarazzarsi del compagno. Quando lo raggiunse, in un accampamento isolato, era notte e cercò di sorprenderlo nella tenda dove pensava che dormisse, ma Valdivia era andato in perlustrazione e le sue intenzioni furono scoperte.
Al suo ritorno Valdivia, venuto a conoscenza dei suoi tristi propositi, fu tentato di passarlo per le armi, ma poi, calmatosi, ritenne sufficiente sciogliere la società con un così infido compagno.
Sancho de Hoz restò comunque in Cile sempre partecipe di ogni sorta di intrighi e spesso promotore di tutte le sedizioni che nascevano tra quegli uomini assetati soltanto di ricchezze.
Per ben due volte fu sorpreso a fomentare gli animi contro il potere costituito e solo la fama delle sue conoscenze a Corte lo salvò dal patibolo che, da sempre, era riservato ai sediziosi.
Nel 1547 si trovava a Santiago quando Valdivia partì per il Perù in cerca di rinforzi. I soldati di guarnigione si sentirono traditi per la partenza del loro capo e il malcontento che già serpeggiava nelle loro file si ingigantì fino a prendere la forma di una vera e propria sedizione di cui, naturalmente, egli si mise subito a capo.
Valdivia aveva però lasciato il potere a un integerrimo luogotenente, Francisco de Villagra, un coraggioso uomo d'azione che intervenne prontamente e soffocò sul nascere la ribellione. Villagra non aveva gli scrupoli di Valdivia e agì senza titubanze contro i promotori dei disordini. Per suo ordine Pedro Sancho de Hoz venne decapitato finendo i suoi giorni senza neppure avere raggiunti i confini di quello che sperava fosse il suo regno futuro. Aveva solo trentatré anni.

## Edizioni
- "Relatione per Sua Maestà di quel che nel conquisto & pacificatione di queste prouincie della Nuoua Castiglia, & successo, & della qualità del paese dopo che il capitan Fernando Pizarro si partì, & ritornò a Sua Maestà. Il rapporto del conquistamento di Caxamalca, & la prigione del cacique Atabalipa". 
  - in RAMUSIO (Delle navigationi et viaggi, tomo III, folii 333-344, Venetia 1606).
  - in Riedizione di RAMUSIO (EINAUDI, Torino  1988, L. 6º, pagg. 793-838).